# Јосиф Петроградски
Митрополит Јосиф (рођ. Иван Семјонович Петрових; 15. [27.] децембар 1872, Устјужна, Новгородска губернија - 20. новембар 1937, тракт Лисја Балка, Јужно-Казахстанска област) - епископ Руске православне цркве; од августа 1926. митрополит лењинградски (именован за заменика патријаршијског митрополита Сергија (Страгородског)). Због неприхватања декларације о потпуној лојалности властима из 1927. и његовог премештања у одеску катедру, он постаје вођа „јозефизма“; духовни писац. Магистар теологије (1903).
Прослављен као светитељ Руске православне заграничне цркве као свештеномученик Јосиф Петроградски.

## Детињство и образовање
Потицао је из породице трговца у жупанијском граду Устјужна - Семјона Кириловича Петрова, који је поседовао пекару. Евдокиа Ивановна, рођена Ганковскаја, била је ангажована у домаћинству и подизању деце. Кућа се налазила у Казанској улици (сада Валентина Терешкова).. Иван Петрових, рођен 15. децембра 1872. године, био је 4. дете од укупно 9 деце. Крштен је 17. децембра исте године, као и сва његова браћа и сестре, у парохијској цркви Вазнесења Господњег на Вспољу.
По препоруци свештеника Вазнесенске цркве, Иван је примљен у Устјужну богословску школу, коју је сјајно завршио 1889. године и уписао Новгородску богословију, која се налазила у Новгородском Антонијевом манастиру. Године 1895. Иван Петров је, као најбољи ђак Новгородске богословије, послат да се о државном трошку учи на Московској богословској академији. За време празника Иван је радио по манастирима и црквама, пребирајући и доводећи у ред разне црквене документе. У лето се трудио и да ходочасти по светим местима Русије. Успешно је обавио задатак Царске академије наука, записавши северни национални укор према развијеном програму. Дана 4. децембра 1896. године, у присуству препуног скупа наставника и ученика, Иван Петрових је одржао опроштајни говор на сахрани преминулог професора А.П. Смирнова, што је био његов први јавни говор.
На Московској богословској академији био је и један од најбољих студената; само у општој црквеној историји, историји Руске Цркве и историји философије, добио је ознаку „веома добар“. Све остале оцене су биле одличне. Савету Академије додељена је диплома кандидата теологије за есеј о историји јеврејског народа Јосифа Флавија. 11. јула 1899. одобрио му је митрополит московско-коломенски Владимир (Богојавленски) „право да предаје у Богословији и да приликом тражења магистарског степена не полаже нови усмени испит“. У јуну 1899. посетио је Свету земљу. Своје утиске о обиласку земаљског живота и подвизима Спаситеља Иван је записао у есејима, који су касније објављени у часопису „Емоционално читање“. Још док је студирао на Академији почео је да води духовни дневник, у који је уносио своја духовна запажања и искуства.

## Учење и монаштво
Да би након дипломирања на Московској богословској академији наставио научне студије, остављен му је као професорска стипендија „да се припреми за замену упражњених наставних одељења“. У октобру 1899. Савет Московске Духовне Академије је одобрио програм студија који су они прогласили за проучавање последњег периода библијске историје и намеру да се есеј кандидата преради у магистарски. Годину дана касније, извештај о стипендирању Ивана Петровиха високо је оценио ректор МТА, епископ Арсеније (Стадницки), који је предложио да се Иван Петрових изабере на место наставника библијске историје. Иван Петров је 4. септембра 1900. године на састанку Савета МТА одржао два огледна предавања на теме: „Рим и Јерусалим (о карактеристикама и историји периода римске владавине)“ и „Самуило и Савле у год. њихови међусобни односи“. Последње предавање објављено је у Богословском гласнику Московске богословске академије у децембру 1900. године. лектире изабран је у звање поправног доцента на МТА на Катедри за библијску историју. На истој катедри, ректор МТА, епископ Арсеније, прочитао је курс предавања о почетном периоду библијске историје од патријараха до првих краљева, а Иван Петров – о наредном периоду.
У ово време он доноси коначну одлуку о монашком постригу, о чему размишља од детињства. Дана 26. августа 1901. године, у Гетсиманском скиту у Тројице-Сергијевој лаври, Иван је пострижен од епископа волоколамског Арсенија (Стадницког) у монаштво са именом Јосиф у част старозаветног патријарха Јосифа. 30. септембра 1901. године у Тројичком саборном храму Тројице-Сергијеве лавре монах Јосиф је рукоположен у чин јерођакона, а 14. октобра у Покровској цркви Московске богословске академије посвећен је у чин јеромонаха. За ревносно служење у Покровској академској цркви, неколико месеци после хиротоније, јеромонах Јосиф, на захтев ректора МДА, епископа Арсенија, одликован је куисом.
19. јуна 1903. године указом Светог синода јеромонах Јосиф Петров је потврђен за магистра богословије. У децембру исте године именован је за ванредног професора на Катедри за библијску историју и инспектора Московске богословске академије. 18. јануара 1904. године уздигнут је у чин архимандрита.
Од јануара 1905. године у часопису Душоносно читање почели су да се штампају изводи из дневника архимандрита Јосифа, наводећи само иницијале аутора. По благослову епископа Арсенија (Стадницког) дневник је почео да излази и у штампарији Тројице-Сергијеве лавре, такође без навођења пуног имена аутора. Као специјалиста за библијске теме, написао је неколико чланака за Православну теолошку енциклопедију у то време, као и детаљне коментаре и чланке са објашњењима у Библији објашњења о књигама Јудита, Јестира и Макабејске књиге.

## Јаблочински манастир
„Привремена правила” која је Синод издао 21. фебруара 1906. као додатак Повељи дала су Московској богословској академији широку аутономију, али их архимандрит Јосиф није прихватио, јер су, по његовом мишљењу, стварала немогућу позицију за монаштво у богословској школи. У то време архимандрит Јосиф је одлучио да напусти Академију, о чему сведочи извештај епископа Холмског Евлогија (Георгијевског) од 2. фебруара 1906. године. Епископ Евлогије је обавестио Свети Синод о потреби да се, с обзиром на екстремно интензивирање католичке пропаганде, организује центар православног мисионарства у једином мушком Јаблочинском манастиру у епархији са хитним захтевом да се на чело постави богословски образован пастир. манастира. Као такав, епископ Евлогије је поднео молбу за именовање архимандрита Јосифа (Петрових), у складу са његовом израженом жељом да се посвети мисионарском раду. Указом Светог синода од 30. јуна 1906. године, архимандрит Јосиф је постављен на место настојатеља Јаблочинског Онуфријевског манастира у Белском округу Седлечке губерније Краљевине Пољске, уз разрешење духовно-просветне службе.
Почетком августа исте године архимандрит Јосиф је стигао на своје ново одредиште. То је била удаљена западна периферија, где је малобројно православно становништво било у непријатељском окружењу католика и стално је доживљавало јак притисак и узнемиравање од њих. Архимандрит Јосиф је затекао манастир у јадном стању: „Неочекивано сам био принуђен да се осудим на живот у сиромашном, неуређеном, запуштеном, провинцијском, пустом манастиру. После Лаврског сјаја – о, какво тешко лишење, кушња, жалост! Највише је архимандрита Јосифа запањила немарност и небрига у односу на службе и храм. У писмима пријатељима и поштоваоцима у Сергијевом Посаду, тражио је најпотребније, одговарајући на њихова питања о потребама манастира: једноставну одежду за свакодневну службу, која му се није нашла у манастиру; о круговима на посуди за покривање од мува; о марамама за покривање престола и олтара, у манастиру су биле покривене белим чаршавима (увек прљавим), а за посуде које тамо уопште нису биле покривене и увек су стајале у прашини и прљавштини. Од својих добротвора тражио је нови ћилим, идући од престола до амвона, јер је „стари био пун рупа и мрља од слатке навике овдашње браће – да пљуне! Срамотно је чак и погледати. И нема апсолутно ништа да се замени. Отац Јосиф је био потиштен необразованошћу и црквеним лошим манирима локалног становништва.

## Јуриев Манастир
Архимандрит Јосиф је приступио довођењу у ред манастира. Саставио је службу и акатист небеском ктитору манастира монаху Онуфрију; уредио светињу за његове мошти; наручио за манастирске иконе светог Серафима и светог Сергија, који су на станици дочекани литијем и свечано пребачени у манастир, привлачећи многе ходочаснике. Приликом преноса иконе светог Сергија децембра 1906. године, окупило се толико народа да је мала црква манастира једва могла да прими све ходочаснике, па су се, по речима архимандрита, „чак и стиснули у Царске двери“. Убрзо је архимандрит Јосиф започео поправку и реконструкцију храма у Јаблочинском манастиру, а већ у пролеће 1907. у писму је приметио да је „све урађено на најбољи могући начин – добро, пространо, светло“. Освећење храма је извршено после великог ремонта 16. децембра 1907. године, већ без архимандрита Јосифа.
Септембра 1907. постављен је за настојатеља Јурјевског манастира, који се налазио три врсте од Новгорода, на левој обали реке Волхов. По броју и раскоши храмова била је друга после Кијево-Печерске и Тројице-Сергијеве лавре. После убогог Јаблочинског манастира, архимандриту Јосифу требало је да обрадује премештај у један од најбогатијих манастира Русије, па чак и у родну Новгородску земљу. Касније, када је постао игуман једног манастира у Ростову, писао је да је служба у Новгородској земљи „непроцењива и ни на који начин незаменљива за душу“. Архимандрит Јосиф је понекад служио у Саборној цркви Свете Софије, учествовао у верским и моралним читањима, која су се одржавала недељом у сали Новгородске мушке гимназије и другим јавним зградама.

## Епископ углички
27. фебруара 1909. године, указом Светог Синода, настојатељ Јурјевског манастира архимандрит Јосиф (Петрових) постављен је за епископа угличког, другог намесника Јарославске епархије, са узвођењем у чин епископа. Истовремено је постављен за настојатеља Спасо-Јаковлевског манастира у Ростову са боравком у овом манастиру[. Дана 14. марта 1909. године, у сали за састанке Светог Синода, извршено је именовање архимандрита Јосифа у епископско достојанство, које су извршили: митрополит светозиоровски Антоније (Вадковски), архиепископ волински Антоније. (Храповицки), архиепископ фински Сергије (Страгородски), епископ тамбовски Инокентије (Бељајев), епископ нижегородски Назарије (Кирилов), епископ холмски Евлогије (Георгијевски).
У Саборном храму Свете Тројице Александро-Невске лавре 15. марта 1909. године обављено је његово епископско хиротонисање. Митрополит петербуршки Антоније је предводио богослужење, предао је и архијерејску палицу хиротонисаном епископу и одржао поучну беседу. 20. марта 1910. преименован је у Првог намесника.

### Спасо-Јаковлевски манастир у Ростову
На овом положају остао је до коначног затварања манастира 1923. године. Прво чиме је нови ректор морао да започне свој рад било је протестно писмо против планиране изградње фабрике сага на земљишту поред цркве Архангела Михаила и само одвојеном путем од источног зида манастира Спасо-Јаковлевски. Писмо је имало ефекта, а постројење није изграђено. Припремио је и спровео прославе посвећене 200-годишњици упокојења светог Димитрија Ростовског, 26-28. октобра 1909. године у Спасо-Јаковљевском манастиру уз велико сабрање свештенства и мирјана. Убудуће је брижљиво сакупљао и чувао све што је било повезано са успоменом на Димитрија Ростовског. Епископ Јосиф се од првих дана заузео за унапређење манастира. Већ прве године свог ректорства Епископ Јосиф је освештао храм у част Толшке иконе Богородице и извршио рестаурацију Саборне цркве Зачећа. Започео је и изградњу пећинске цркве Васкрсења, а непуне три године касније, на Васкрс 1912. године, црква је већ била освећена. Године 1913. на манастирски звоник подигнуто је звоно од 155 пуда које је епископ Јосиф купио у Борисо-Глебском манастиру. Епископ Јосиф је 1916. године освештао капелу у част Ватопедске иконе Богородице, а 1917. године цркву у част иконе Богородице „Свих жалосних Радост“ при манастирском дому.
Епископ Јосиф је са великим интересовањем проучавао ростовске светиње и старине, чак је нашао времена и за писање чланака из историје уметности. Као познавалац црквеног појања, успео је да у Спасо-Јаковљевском манастиру окупи одличне хорове, који су били познати у Ростову, укључујући и дечији хор организован у манастиру. Жеља да се темељно упозна са древним црквеним појањем постала је један од главних циљева ходочашћа епископа Јосифа на Атос, а затим у Новоатонски манастир у Абхазији у лето 1911. године, када је добио месец дана одсуства. Озбиљну пажњу посветио је „Друштву барјактара“ у Ростову, чији су чланови, поред непосредног ношења знамења и црквених светиња, као и одржавања реда током богослужења, бринули о сјају цркава и помагали сиромашнима. и болеснима.
Упркос чињеници да је епископ Јосиф био викарни епископ, он је доста времена проводио на административним свакодневним пословима епископа. Ово је и преглед цркава епархије са њиховим годишњим обиласком, о чему сведоче годишњи извештаји са тачним навођењем свих села и растојања између њих, као и укупног броја пређених миља на путу. И обимна економска и административна преписка; и одговори на бројне представке и молбе по разним питањима. Од 18. јуна до 1. августа 1912. године епископ Јосиф је управљао Јарославском епархијом по одласку архиепископа Тихона (Белавина) на Кавказ на лечење. 22. маја 1913. примио је цара Николаја II, који је са породицом и пратњом стигао у Ростов у вези са прославом 300-годишњице династије Романов. Велика кнегиња Јелисавета Фјодоровна посетила је 16. децембра 1913. године Спасо-Јаковлевски манастир инкогнито.
5. фебруара 1914. у Јарослављ је стигао нови архиепископ. Епископ Јосиф је био међу свештенством које је упознало новог архипастира. Архиепископ Агатангел је 1. маја 1914. посетио Ростов. Потом је архиепископ Агатангел више пута долазио у Ростов и саслуживао са епископом Јосифом. Епископу Јосифу је од 25. августа до 16. септембра 1914. године поверена привремена управа Костромске епархије, пошто су у то време владајући и викарни епископи истовремено напустили Кострому. Епископ Јосиф служио је 29. августа 1914. године у Саборном храму Кострома парастос „поглаварима и војницима који су положили животе на бојном пољу“. Од катедрале је обављен верски ход до централног Сусанинског трга, где је у Александровској капели, уз саслужење целокупног градског свештенства, одслужио молебан – „за давање победе руској војсци над непријатељем, и људи због пијанства“.
Није познато како је епископ Јосиф дочекао фебруарску револуцију 1917. године. 31. маја 1917. године, заједно са епископом уфским Андрејем (Ухтомским) и истоверцем Симоном Шлејевим, епископ Јосиф посетио је староверски саборни храм Белокринитске јерархије у Москви. Епископи Андреј и Јосиф обратили су се староверцима са предлогом да се разговара о могућности помирења и уједињења, а, по њиховом мишљењу, „уједињење ни у ком случају не може и не сме бити механичко, спољашње. Она мора бити пуна, срдачна, да свака страна унесе свој таленат у заједничку ризницу црквеног живота и умножи га“. Подухват је био неуспешан: староверски епископи, који су испрва љубазно примили епископе Андреја и Јосифа, одговорили су прилично оштром поруком. Био је изабран за члана Сверуског помесног савета 1917-1918, није учествовао на састанцима.
1. децембра 1917. године, у вези са премештањем архиепископа ришког Јована (Смирнова) у Рјазањско седиште, епископ Јосиф је постављен за привременог администратора Ришке епархије. Због окупације Риге од немачких трупа, епархијска управа се налазила у Јурјеву (данас Тарту, Естонија). 30. јануара (12. фебруара) 1918. ослобођен је привремене управе Ришке епархије у вези са постављењем епископа ревалског Платона (Кулбуша) за привременог управника епархије.
На основу Уредбе о музејској имовини од 10. октобра 1918. године, Спасо-Јаковлевски манастир, као споменик античке уметности, пребачен је у музејско одељење Народног комесаријата просвете. Априла 1919. године потписан је „споразум“ између Ростовског окружног савета радничких и војничких депутата и настојатеља манастира епископа Јосифа; намесник, архимандрит Тихон (Шигин); благајника јеромонаха Димитрија и других монаха о преносу на „вечну” употребу манастирске братије манастира са храмовима. Истовремено, нормалан монашки живот се показао немогућим због насељавања у манастирске просторије по налогу читавих породица, а сам манастир се претворио у „бучну чаршију“. Храна браће била је најоскуднија; Зими су преживели несносну хладноћу, а многа стабла су морала да се посеку у манастирској огради да би се загрејале ћелије. У фебруару 1919. године митрополит Агатангел (Преображенски), који се вратио у своју епархију, настанио се у овом манастиру.

## Архиепископ ростовски
22. јануара 1920. године постављен је за архиепископа ростовског, викара Јарославске епархије. У Ростову је 25. априла 1920. године Десети конгрес совјета града и округа одлучио да се свете мошти отворе у црквама Ростовског среза. Након отварања моштију ростовских чудотвораца 26. априла исте године у Успенском саборном храму, Спасо-Јаковљевском Димитријевском и Аврамијевском манастиру, архиепископ Јосиф је у знак протеста организовао и предводио литију. Јарославска ванредна комисија покренула је истрагу о чињеници отпора отварању моштију, а архиепископ Јосиф је био један од главних оптужених у том случају. Архиепископ Јосиф је у својим сведочењима на испитивањима истакао да нема „контрареволуционарне намере“, да није водио никакву агитацију и да се ни за шта не сматра кривим. За архиепископом Јосифом је 7. јула 1920. године потписана потерница, а сутрадан је ухапшен и затворен. У то време у Ростову и околним селима прикупљено је на стотине потписа верника у његову одбрану; уз материјале истражног списа приложене су молбе грађана за ослобађање епископа Јосифа. Истражитељ је предложио да се архиепископ Јосиф и још двојица оптужених осуде на смртну казну. Архиепископ Јосиф је 18. јула пребачен у Москву и затворен у унутрашњи затвор Чеке. Овде му је стављено на терет да је „водио кампању и одупирао се спровођењу наредбе владе о отварању светих моштију ростовских чудотвораца“. Дана 26. јула 1920. године, указом Президијума Чеке, „И. С. Петрових је осуђен на казну затвора у концентрационом логору у трајању од 1 године условно уз упозорење на непознавање агитације“. После изласка из затвора, архиепископ Јосиф се вратио у Спасо-Јаковлевски манастир.
У марту-априлу 1922. Ростовска окружна комисија за заплену црквених драгоцености саставила је попис предмета од племенитих метала и драгог камења који су припадали Спасо-Јаковљевском манастиру; затим су заплењени путири, плате, чаше за благослов воде и сребрни мошти светитеља. Иста комисија је 28. маја 1922. године донела одлуку о процесуирању свештенства Спасо-Јаковљевског манастира, а пре свега архиепископа Јосифа, „због прикривања драгоцености“, како је наведено у записнику са седнице комисије: „С обзиром на чињеница да се показало да значајан број драгоцености није пописан у новом инвентару, што потврђује и чињеница да је извршна тројка пронашла 2 митре, злато и сребро, које нису пописане у инвентару, са драгим камењем“. Архиепископ Јосиф одмах није признао обновитељску вишу црквену управу, створену маја 1922. године.
Архиепископ Јосиф одмах није признао обновитељску вишу црквену управу, створену маја 1922. године. Касније, на једном од саслушања 1932. године, сведочи да је 1922. године оптужен да је агитовао против одузимања драгоцености „на клевету обновитеља“, којима је био један од главних непријатеља у епархији. Архиепископ Јосиф је 19. новембра 1922. године „због отпора заплени црквене имовине“ осуђен од Јарославског револуционарног суда на четири године затвора.
Наредбом председника Сверуског централног извршног комитета М. И. Калињина од 5. јануара 1923. пуштен је пре рока. После ослобођења, боравио је у Алексејевском манастиру у Угличу. У вези са хапшењем митрополита Јарославског Агатангела (Преображенског), постао је привремени администратор епархије, управљао епархијом до ослобођења митрополита Агафангела у априлу 1926. године. Он је категорички одбио сваки дијалог са обновитељима. Дао је одлучујући допринос у превазилажењу обновитељског раскола у Јарославској епархији. У писму од 8. августа 1923. начелник Јарославског губерниског одељења ГПУ је изјавио: „Група за обнову је сада скоро потпуно прекинула своје активности под налетом групе „Тихоновскаја“. Већина свештенства и верника иде путем „тихоновизма”, слабећи морално и материјално обновитељску групу. На челу групе „Тихонов” је епископ ростовски Јосиф. Ова особа у Јарославској губернији је тренутно веома ауторитативна не само међу свештенством и верницима, већ и међу совјетским радницима основног апарата, а посебно Ростовског округа. Да би се одржале активности обновитељске групе, наравно, неопходно је уклонити епископа Јосифа из Јарославске губерније, што ће значајно ослабити групу „тихоновца“, а самим тим дати прилику обновитељској групи да оживи себе. Ове упорне петиције остале су без одговора. И више од три године архиепископ Јосиф је остао у Ростову, обједињујући све православне епархије одане патријарху и митрополиту Агафангелу, који је био прогнан у Сибир. Штавише, 1925. и 1926. године архиепископ Јосиф је водио верске процесије са Ватопедском иконом Богородице по волостима Ростовског округа, добивши за њих дозволу локалних власти. Ростовци су дуго чували лепо сећање на владику Јосифа. Заједно са успоменом на њега, брижљиво су чували, као породичне ризнице, фотографије архиепископа Јосифа, иконе, књиге и друге ствари које су му поклонили.
Патријарх Тихон је 18. марта 1924. године позвао архиепископа Јосифа да ради у привременом Светом Синоду. 8. маја исте године, када је на седници Светог синода, на предлог Патријарха, донета одлука о образовању највиших органа црквене управе, у списак чланова Светог синода се нашло и име архиепископа Јосифа. Нешто више од месец дана касније, Патријарх је био принуђен да објави престанак рада Светог Синода због недостатка регистрације од стране цивилних власти како самог Синода, тако и епископа који су били у његовом саставу. Од краја 1924. до августа 1926. архиепископ Јосиф је привремено управљао и Новгородском епархијом. Често је посећивао и служио у Новгороду и покушавао да се супротстави и тамошњим обновитељима.
7. априла 1925. године умире патријарх Тихон. Архиепископ Јосиф је 12. априла 1925. године учествовао на Епископској конференцији, која је потврдила митрополита Крутичког Петра (Пољанског) за местобљуститеља Патријаршијског престола. 9. децембра 1925. године митрополит Петар је ухапшен, а митрополит Сергије (Страгородски), који се налазио у Нижњем Новгороду, преузео је права намесника. Архиепископ Јосиф је подржао митрополита Петра, који је након хапшења преузео права намесника митрополита Тенеског Сергија, када је пуштен из затвора.

## Митрополит лењинградски (петроградски)
Дана 26. августа 1926. године, наредбом намесника патријаршијско, митрополита Сергија (Страгородског), архиепископ Јосиф је премештен у лењинградску катедру и уздигнут у чин митрополита лењинградског са полагањем беле капуљаче са дијамантским крстом и крст на митри. Његово именовање на лењинградску (Петроградску) катедру иницирало је свештенство Лењинграда, које је у њега полагало велике наде у успостављање реда и мира у Лењинградској епархији, која је тада већ била подељена на присталице помирљивих и непомирљивих ставова у односу на совјетску власт. Архиепископ Тихвински Алексије (Симански), који је тамо стигао, обавестио га је о овом постављењу, док је у то време био у Новгороду. Прихватио је именовање „из послушности“, али се противио титули „Лењинградски“, називајући себе „Петроградским“. На богослужењима је такође помињан управо као „Петроградски“. Лењинград је радо примио вест о постављењу на катедру познатог борца за веру, човека подвижничког живота и ученог епископа, који је био удовац од 1922. године, после погубљења митрополита петроградског Венијамина (Казанског). 11. септембра стигао је у Лењинград. Митрополит Јосиф је био топло примљен од пастве и свештенства као достојан наследник митрополита Венијамина. Као што је Михаил Челцов написао, „Његово именовање дочекано је са великом, чак и одушевљеном радошћу. Па мислио сам, коначно, опет смо са правим епископом, коначно ће престати епископске свађе и скокови у примату, коначно ће мало-помало доћи ред у наше послове и односе. Тако смо мислили и наивно мислили, заборавили смо свог страшног непријатеља: совјетску власт, која нас није могла оставити ни уз мало благостања, па чак и својом наивношћу, починили смо најграндиознију нетактичност. Ова нетактичност се састојала у организовању грандиозног славља на дан Александра Невског, 30. августа [12. септембра]”. Увече тога дана и ујутру на дан празника, обавио је свечану службу у Тројичком саборном храму Александро-Невске лавре. Служби је присуствовало 150 свештеника и 8 епископа. Током свог боравка у Петрограду, састао се са породицама своје млађе браће: Николаја и Петра. Састанак је одржан у стану Николаја Семјоновича, а лорд је био у пратњи једног од његових слугу. По сведочењу сродника митрополита Јосифа, он је веома журио да крене у Велики Ростов, надајући се да ће по повратку примити братију.
Верски успон повезан са постављењем митрополита Јосифа и његова велика популарност у Лењинграду изазвали су забринутост ОГПУ. Увече 13. септембра митрополит Јосиф је отишао из Лењинграда у Новгород да прикупи ствари, а одатле је позван у Москву, где је обавио разговор са Е. А. Тучковом, који је био задужен за црквене послове у ОГПУ. Власти су одлучиле да не дозволе повратак митрополита Јосифа у Лењинград, и он је депортован у Ростов, забрањено му је да напушта град. Митрополит Јосиф је за привременог управника епархије именовао епископа Гаврила (војвођанског), који раније није служио и живео на положају приватног лица код сродника. У међувремену, у епархији су се све више заоштравали односи између „помиритељског“ или „либералног“ свештенства, на чијем је челу био протојереј Николај Чуков, и „правог“ свештенства. „Помирљиво“ свештенство је покушало да врати у Петроградску епархију архиепископа Алексија (Симанског), постављеног у Новгород, док су се „десничари“ томе активно противили.
Дана 6. децембра 1926. године, после хапшења митрополита Сергија у новембру исте године, митрополит Јосиф је, по заветном налогу митрополита Петра (Пољанског), преузео права намесника Патријаршијског намесника. Под претњом хапшења, митрополит Јосиф је дан након ступања на дужност, 8. децембра 1926. године, издао тестаментарну наредбу-поруку о прејемству највише црквене власти, у којој је именовао 3 наследника у случају да не буде могао да испуни своје овлашћења: архиепископ Корнилије (Соболев) сверуски, Тадеј (Успенски) астрахански и Серафим (Самоилович) углички. Поред тога, митрополит Јосиф је навео имена архијереја који би, у случају смрти митрополита Петра, или „довољно разјашњеног безнадежности његовог повратка на управљање црквеним пословима“, могли постати патријаршијски заменици. То су они који су именовани у тестаменту патријарха Тихона – митрополит Кирил (Смирнов) и митрополит Агатангел (Преображенски), као и они који су именовани у тестаменту митрополита Петра – митрополит Арсеније (Стадницки) и митрополит Сергије (Страгородски).
Дан након објављивања тестаментарне наредбе, митрополит Јосиф је ухапшен. Хапшење је било повезано са тајним изборима патријарха, предузетим на иницијативу једног броја епископа који су, у условима немогућности сазивања црквеног сабора, одлучили да тајним испитивањем и прикупљањем потписа епископа изаберу патријарха. У јесен 1926. године епископ Павлин (Крошечкин), један од главних покретача овог случаја, и низ других клирика, примивши од митрополита Сергија апел епископима о изборима који су у току, почели су да посећују епископе и прикупљају своје потписе под актом о избору предложеног кандидата за патријарха. Већина анкетираних архијереја подржала је кандидатуру митрополита Казанског Кирила (Смирнова). Митрополит Јосиф је саслушан 10. децембра 1926. године. Митрополит Јосиф је 16. децембра позван од стране ОГПУ у Москву и 29. децембра је одведен на место прогонства у званично затворени Николо-Моденски манастир, 35 км од Устјужне.
Митрополит Сергије (Страгородски) је 30. марта 1927. ступио на дужност Патријаршијског заменика. 18. маја исте године сазива Привремени патријаршијски свети синод. 20. маја је од НКВД добијена дозвола за рад Синода, али привремена. Дана 25. маја одржан је састанак Синода, а истог дана је епархијама послата окружница у којој је епископима препоручено да са њима организују епархијске савете и региструју их код локалних власти. Истовремено је и самим епископима било дозвољено да позивају лица која су им била потребна у састав епархијских савета. У петроградској епархији молбу је Управном одељењу поднео владика Николај (Јарушевич), који је у пролеће 1927. године, после хапшења епископа Гаврила, привремено управљао епархијом. Епископ Николај је поднео пријаву Управном одељењу ОГПУ са захтевом за регистрацију: 1) Епархијске управе у саставу: себе као старешине епархије, викарни епископи Серафим (Протопопов) и Димитрије (Лубимов); 2) привремени Савет у саставу шест архијереја: Василија Верјужског, Николаја Чукова, Николаја Виноградова, Сергија Богољубова, Михаила Челцова и Василија Јаблонског под секретаром Алексијем Западаловим. Укључивањем свештенства из обе фракције у Епархијски савет, владика Николај се очигледно надао да ће отклонити разлике и поделе у епархији. Међутим, надлежнима се није журило са регистрацијом. Како су Лењинградски чекисти обавестили Тучкова, регистрација је намерно одложена „да би се идентификовао непријатељ“, они су одбацили кандидатуре Верјужског, Богољубова и Западалова као „фротирних тихоновца“ и „присталица митрополита Јосифа“.
29. јула исте године, заједно са Привременим Светим Синодом који је сазвао, издао је „Декларацију“ о лојалности совјетском режиму. Послат је свим епархијама и парохијама, а затим објављен 19. августа 1927. године у Известима. Како је написао протојереј Михаил Челцов: „Порука која је изашла задивила је огромну већину верника. Његове три главне мисли – о потреби легализације црквене управе, о природности нашег свештенства у иностранству да одбијају оштре говоре против совјетске власти и о пожељности сазивања Помесног сверуског сабора – није било шта приговорити. нема шта замерити, ово су скоро сви прихватили. Али тон посланице је некако сервилан и нецрквени, њене многе речи, па чак и цели изрази не боле толико ухо колико револтирају ум и осећања. Видело се да се црквена власт поново везала за световну власт, потчинила јој се, губећи слободу.
Средином августа викар Лењинградске епархије епископ гдовски Димитрије (Лубимов) и група лењинградског свештенства обратили су се митрополиту Јосифу поруком у којој су изразили своје неслагање са током црквене политике митрополита Сергија. У септембру исте године, уз сагласност власти, прешао је из манастира Модене у Ростов, где је и даље служио у Спасо-Јаковлевском Димитријевском манастиру. На молбу митрополита Јосифа Е. А. Тучкову да му се дозволи одлазак у Лењинград, није било одговора.

### Вођа "Јосефизма"
Дана 13. септембра 1927. године, на састанку Привременог Патријаршијског Светог Синода којим је председавао митрополит Сергије, „из разлога веће црквене користи“, одлучено је да се митрополит Јосиф премести на Одеско седиште. Митрополит Јосиф је позван у Москву, где је обавештен о свом новом постављењу. Сазнавши, по његовим речима, да је „пресељење изазвано интригама појединаца“, прогласио је незаконитост, позивајући се на дефиницију Помесног сабора 1917-1918 „О епархијској управи“, и захтевао да се његов случај прослиједи епископима. Вративши се у Ростов, 28. септембра, Јосиф је написао писмо упућено митрополиту Сергију, у којем је одлуку о његовом премештању поново назвао „незаконитом и ни на који начин прихватљивом”, истичући да је разлог томе „зла интрига једне шачица људи који нису желели да остане у Лењинграду“. Митрополит Јосиф је у писму оптужио митрополита Сергија за „жалосну ропску послушност, потпуно туђу црквеном принципу“ и поново одбио да се повинује указу намесника Тененског намесника као неканонском, „усвојеном под утицајем страних фактора и због тога разум који штетно утиче на црквену организацију“.
Касније је митрополит Јосиф објавио своје одбијање да се повинује одлуци о пресељењу у Одеску катедру епископу Димитрију (Лубимову), који га је посетио у Ростову, и донео ову вест у Лењинград. Петерхофски епископ Николај (Јарушевич), који је привремено управљао Лењинградском епархијом, 3. октобра известио је Синоду о незадовољству у граду у вези са премештањем митрополита Јосифа из Лењинграда. Синод је 12. октобра одобрио одлуку о премештају Јосифа у одеску катедру. Викарима Лењинградске епархије наложено је да престану да помињу име митрополита Јосифа за време богослужења и да се потчине владици Николају. 22. октобра текст извода из указа Синода о новом постављењу примио је митрополит Јосиф у Ростову. Дана 25. октобра у црквама Лењинградске епархије званично је објављено премештање митрополита Јосифа у Одесу. Митрополит Јосиф је 30. октобра послао нову поруку Синоду да одбија да напусти лењинградску катедру, наводећи да „не жели да се покорава црквеној власти“, која је, по његовим речима, у „ропском стању“.
Током преговора, које је 12-14. децембра у Москви са митрополитом Сергијем водила делегација лењинградског свештенства и лаика, митрополит Јосиф се састао са епископом Димитријем (Лубимовим) и упознао се са захтевима делегације за промену црквене политике, које је одобрио. Дана 26. децембра исте године, после неуспешних преговора са намесником Патријаршијског заменика лењинградских присталица митрополита Јосифа, викарни епископи гдовски Димитрије (Лубимов) и Копорски Сергије (Дружињин) потписали су акт о разрешењу митрополита Сергија и молитвено-канонског општења са њим. Ова одлука је добила прелиминарну сагласност митрополита Јосифа. У другој половини децембра писао је епископу Димитрију: „Одобравам ваш корак, придружујем вам се, али, наравно, лишен сам могућности да вам суштински помогнем. Након што је Синод забранио служење епископима Димитрију и Сергију, митрополит Јосиф је писмом од 7. јануара 1928. године поново одобрио одлазак његових намесника од митрополита Сергија и позвао их да игноришу наредбе највише црквене власти.
Дана 2. фебруара 1928. године, архиепископи вологдски Силвестар (Братановски) и самарски Анатолиј (Грисјук) стигли су у Ростов са упозорењем Синода, али митрополит Јосиф није признао своју кривицу за црквене нереде и убрзо је заједно са викарним епископом ростовским Јевгенијем (Кобранов), потписали су митрополит Јарославски Агатангел (Преображенски) и његови намесници акт о одласку од митрополита Сергија. Пре ширења апела митрополита Агатангела, митрополит Јосиф је позван у Јарослављ и саслушан у локалном одељењу ОГПУ, заједно са митрополитом Агатангелом, који је стигао из Москве Тучковом, који је уверавао митрополита Агатангела да државни органи неће узети у обзир његов говор против митрополита Сергија као политички и да се неће мешати у црквене послове. Истовремено, митрополит Јосиф је саопштио да је пристао да предводи део лењинградске пастве која се одвојила од митрополита Сергија и свих осталих који су следили њихов пример. У поруци лењинградској пастви од 8. фебруара, митрополит Јосиф  поверио је привремену управу над епархијом епископу Димитрију (Лубимову) и позвао на помињање његовог имена као владајућег епископа, као и митрополита Петра.
Митрополит Јосиф се успут зауставио у Лењинграду, након чега је 29. фебруара уследио тајни извештај локалних чекиста у Москву, у коме је стајало: „Према нашем доушнику, митрополит Јосиф се зауставио у Лењинграду на путу за Устјужну, где је позвао све да устану. чврсто за њега, ни у ком случају не треба да се кајемо пред митрополитом Сергијем (напротив, рекао је Јосиф, митрополит Сергије мора да се покаје пред нама). „Нека будем прогнан, погубљен, рекао је Јосиф, али нећу оставити оне који ме прате. Крајем фебруара митрополит Јосиф је поново приведен и одведен у Москву. Потом је митрополит Јосиф поново прогнан у манастир Николо-Модену без прецизирања услова и разлога за изгнанство и тамо је био под сталним надзором без права на излазак.
Дана 29. марта 1928. Патријаршијски заменик митрополит Сергије (Страгородски) и Привремени патријаршијски Свети синод оповргнули су аргументе митрополита Јосифа о незаконитости премештаја једног броја епископа од стране митрополита Сергија на друге катедре. Митрополит Сергије и Синод су ова расељавања објаснили корисним за Цркву, будући да расељени епископи нису имали могућност да управљају својим катедрама, већ су могли бити позвани на црквени рад на другим местима.
Дана 11. априла, указом намесника Тененског намесника и Привременог Патријаршијског Светог Синода, заједно са осталим епископима који су напустили потчињеност митрополиту Сергију, он је пензионисан, подвргнут канонском суду архијереја и забрањен му служење. Митрополит Јосиф је био окривљен што се није повиновао именовању које је врховна црквена власт дала Одеској столици, а његово одбијање допринело је конфузији и расколу у Лењинградској епархији. Још једна тачка оптужбе биле су отворене изјаве митрополита Јосифа о његовом одласку од митрополита Сергија и позиви на уједињење свих епископа који се одвајају од њега.
Док је био у изгнанству, митрополит Јосиф није могао у потпуности да предводи Јосифовски покрет који је водио. Ипак, курири су стално путовали до њега, доносили вести о догађајима, указе на потпис, материјалну помоћ, преносио је кроз њих практична упутства, писма, објашњења, савете. Митрополит Јосиф, који му се лично обраћао, обично је слао од њега постављеног епископа Димитрија (Лубимова) за привременог администратора, којег је 7. јануара 1929. године уздигао у архијерејски чин, са молбама да се њихова питања реше. Архиепископ Димитрије је, пак, одржавао сталну везу са митрополитом Јосифом, обавештавајући га о догађајима.

### У егзилу у Казахстану
Септембра 1929. је ухапшен и прогнан у Казахстан у Аулие-Ати. Ухапшен је у изгнанству и приведен на случај Свесавезне организације ТОЦ-а 9. септембра 1930. године. У почетку је митрополит Јосиф испитиван у Лењинграду, а затим је одведен у Москву. Он је 27. септембра 1930. године, у свом руком писаном сведочењу, овако окарактерисао разлику између „Јосефита” и присталица митрополита Сергија: „Сергиј жели да буде лакеј совјетске власти, желимо да будемо поштени, лојални грађани. Совјетске Републике са људским правима, а не лакеји, и ништа више“.
Одлуком Посебног састанка Колегијума ОГПУ од 3. септембра 1931. године осуђен је на пет година логора, замењено депортацијом у Казахстан на исти период. Живео је у Мирзојану, на периферији Чимкента. У малој казахстанској кућици од ћерпича, заузео је собу са горњом расветом, врло скромно намештену..

### Хапшење и мучеништво
Године 1937, 7. јула, поново је ухапшен у току масовних репресија над свештенством.
19. новембра 1937. осуђен је на смрт од Тројке УНКВД-а у Јужно-Казахстанској области; 20. новембра у поноћ стрељан је заједно са митрополитом Кирилом (Смирновим); сахрањен по свој прилици у Лисичјој клисури код Шимкента.